# Cala de la Llumenera
La Cala de la Llumenera, o platja de la Llumenera, és una petita platja natural del municipi de Roses (Alt Empordà) situada a la cara sud del Cap Norfeu, reserva integral dins del Parc Natural del Cap de Creus, al sud de la Cala Pelosa. Té una longitud de 43 m i una amplada de 12 m, formada per sorres gruixudes i graves. Protegida per penya-segats, és accessible únicament per mar.